# Henri I. de Rohan
Henri I. de Rohan (* 1535 auf Burg Blain; † 25. Juni 1575 ebenda) war ein bretonischer Adliger aus dem Haus Rohan. Er war Vicomte de Rohan, Graf von Porhoët, Prince de Léon und (durch seine Mutter) Erster Prinz königlichen Geblütes von Navarra.
Er war der älteste Sohn von René I. de Rohan und Isabeau d’Albret. Als sein Vater 1552 bei der Belagerung von Metz gefallen war, trat er dessen Nachfolge an. Er war – wie seine Eltern und seine engere Familie – Helvetischer Konfession.
Durch seine Mutter war Henri I. de Rohan ein Enkel von Jean d’Albret und Königin Katharina von Navarra, Neffe von König Heinrich II. von Navarra (Henri d’Albret) und Margarete von Navarra, der Schwester des französischen Königs Franz I. Seine Kusine war Jeanne d’Albret, die Mutter von König Heinrich von Navarra bzw. Heinrich IV. von Frankreich. Seine Schwester war Françoise de Rohan, die Klägerin in einem Eheprozess gegen Jacques de Savoie-Nemours, Herzog von Nemours, der ab 1559 und über zwanzig Jahre hinweg vor dem Hintergrund der französischen Religionskriege ausgefochten wurde.
Henri I. de Rohan wurde schon früh von Gicht und Nierensteinen geplagt, und seine häufigen Anfälle hinderten ihn daran, sich militärisch an den Auseinandersetzungen der Zeit zu beteiligen. Stattdessen setzte er sich für die Verbreitung des Calvinismus in der Bretagne ein, ließ ihn in Pontivy predigen, wo er einen Geistlichen installierte, gewährte 1563 den aus Nantes vertriebenen Protestanten Zuflucht und half ihnen mit allen Mitteln seiner Macht, was ihm leicht fiel, da König Karl IX. ihn in seinem Brief vom 17. Juni 1569 – mitten im Dritten Hugenottenkrieg – unter seinen Schutz nahm und ihm eine Sicherheitsgarantie für alle seine Ländereien gewährte. 
Am 15. Februar 1566 heiratete er Françoise de Tournemine († 28. Januar 1609), Tochter von René de Tournemine, Seigneur de La Hunaudaye, und Françoise de Hingant, Dame du Hac etc. Das Paar bekam zwei Töchter, Judith (* 1567/68), die im Juli 1575 und damit wenige Tage nach ihrem Vater starb, zum anderen eine Tochter, von der nur bekannt ist, dass sie klein – und sicher vor Judith – starb.
Da Henris jüngere Brüder Jean, Seigneur de Frontenay, und Louis, Baron de Gié, vor ihm und ohne Nachkommen gestorben waren, wurde sein jüngster Bruder, René, sein Nachfolger.
Henris Witwe Françoise de Tournemine trat 1585 zum Katholizismus über.